# Beeck (Geilenkirchen)
Beeck ist als Stadtbezirk ein Stadtteil der Stadt Geilenkirchen im westlichen Nordrhein-Westfalen im Kreis Heinsberg (Deutschland). Beeck hat 2016 ca. 530, überwiegend katholische Einwohner und gehört mit zur katholischen Pfarrgemeinde St. Gereon in Würm (Kirchdorf).

## Geografie

### Lage
Beeck liegt naturräumlich auf der Aldenhovener Lössplatte in der Westlichen Jülicher Börde in einer Talsenke am Beeckfließ, acht Kilometer von Geilenkirchen in nordöstlicher Richtung, an der Eisenbahnstrecke Aachen-Düsseldorf. Der Ort ist umgeben von landwirtschaftlichen Strukturen.

### Gewässer
Das Beeckfließ, das dem Ort den Namen gab, ist ein natürliches Gewässer, das erst zur Zeit des Bergbaues im Aachener Revier als offen geführter Gruben- und Brauchwasserkanal der ehemaligen Zeche Carl Alexander in Baesweiler ausgebaut wurde. Das Beeckfließ mündet unterhalb von Honsdorf in die Wurm.

### Nachbarorte
| Würm       | Leiffarth                                   | Lindern       |
| Müllendorf | Kompassrose, die auf Nachbargemeinden zeigt | Linnich       |
| Prummern   | Apweiler                                    | Gereonsweiler |

## Geschichte

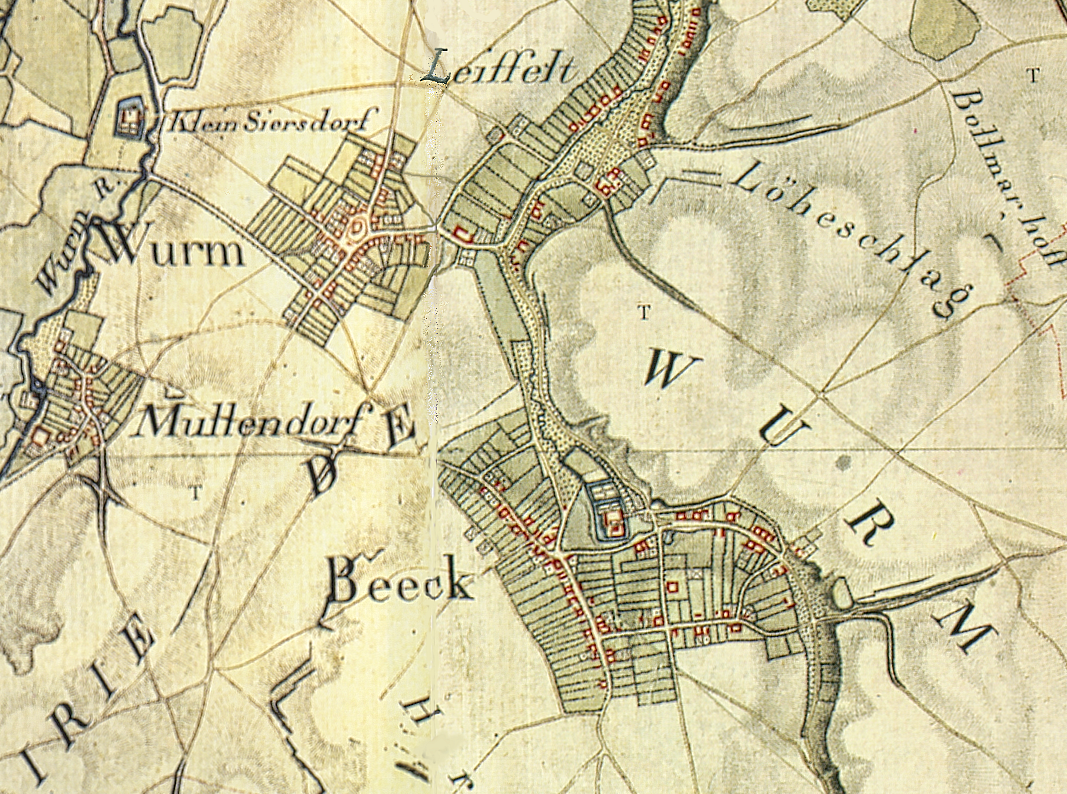
Beeck und Umgebung um 1800

Die frühesten Siedlerspuren weisen auf das 1.–2. Jahrhundert n. Chr. hin, als die Römer das keltisch-germanische Siedlungsgebiet westlich des Rheines erobert hatten.
Eine weitere Besiedlung dieser kleinen Talsenke am Bach stellte sich rund um das spätere Haus Beeck ein. Beeck entwickelte sich auf fruchtbarem Lössboden zu einem landwirtschaftlich geprägten Haufendorf.
Die Herrschaft übten die Ritter von Randerath (Randerode) aus, in deren Eigentum ab 1084 auch Haus Beeck stand. Im 14. Jahrhundert unterstand es dem Amt Randerath als Teil des Herzogtum Lothringen bzw. ab 1392 zum Herzogtum Jülich gehörend.
In den Jahren zwischen 1791 und 1794, bis zur Besetzung des linken Rheinufers durch französische Truppen im Jahre 1794 („Franzosenzeit“, fünf Jahre nach Beginn der Französischen Revolution), amtierte Julian von Schönau (Schönau) als Dorfschulze. Infolge der Besetzung wurde Beeck französisch und kam zum Kanton Geilenkirchen, Marie Würm. Nach dem Befreiungskrieg 1813–1815 kam es zum Kreis Geilenkirchen und somit zur preußischen Rheinprovinz.
Im Ersten Weltkrieg blieb Beeck von Schäden verschont. Im Zweiten Weltkrieg war Beeck eingebunden im Westwall, ringförmig umgeben von 8 Bunkern. Im November 1944 gab es um Geilenkirchen schwere Kämpfe (Operation Clipper; Geilenkirchen wurde am 19. November besetzt), Beeck wurde zu 90 % zerstört.
Die ehemalige selbständige Gemeinde (im Amt Immendorf-Würm), zu der auch Beeck gehörte, wurde im Rahmen der kommunalen Neugliederung am 1. Januar 1972 eingemeindet und ist nun ein Stadtteil von Geilenkirchen.

## Politik
Der Stadtbezirk Beeck wird durch einen Ortsvorsteher gegenüber dem Stadtrat und der Verwaltung der Stadt Geilenkirchen vertreten.  Seit 2020 hat Heinz Küppers dieses Amt inne.

## Öffentlicher Nahverkehr
Beeck ist wochentags mit der Buslinie 494 der WestVerkehr an das ÖPNV-Netz des Aachener Verkehrsverbundes angeschlossen. Abends und am Wochenende kann der Multi-Bus angefordert werden.
| Linie | Verlauf |
| ----- | --- |
| 494   | Geilenkirchen Bf – Süggerath – Müllendorf – Würm – (Beeck –) Leiffarth – (Flahstraß – Honsdorf –) Lindern Bf |

## Sehenswürdigkeiten

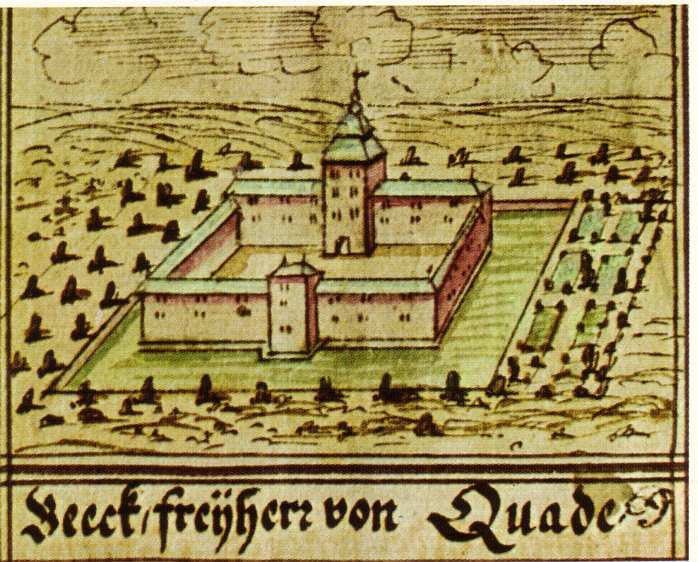
Haus Beeck im 17. Jahrhundert

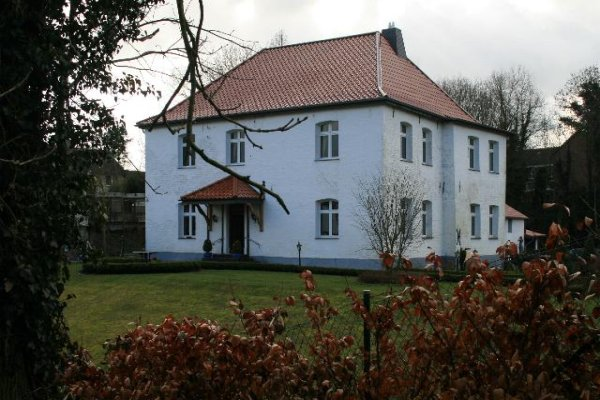
Haus Beeck

Haus Beeck wird erstmals 1084 urkundlich als Herrensitz der Ritter zu Randerode (Randerath) erwähnt.

## Persönlichkeiten
- Joseph Schröder (1849–1903), Theologieprofessor

## Sonstiges

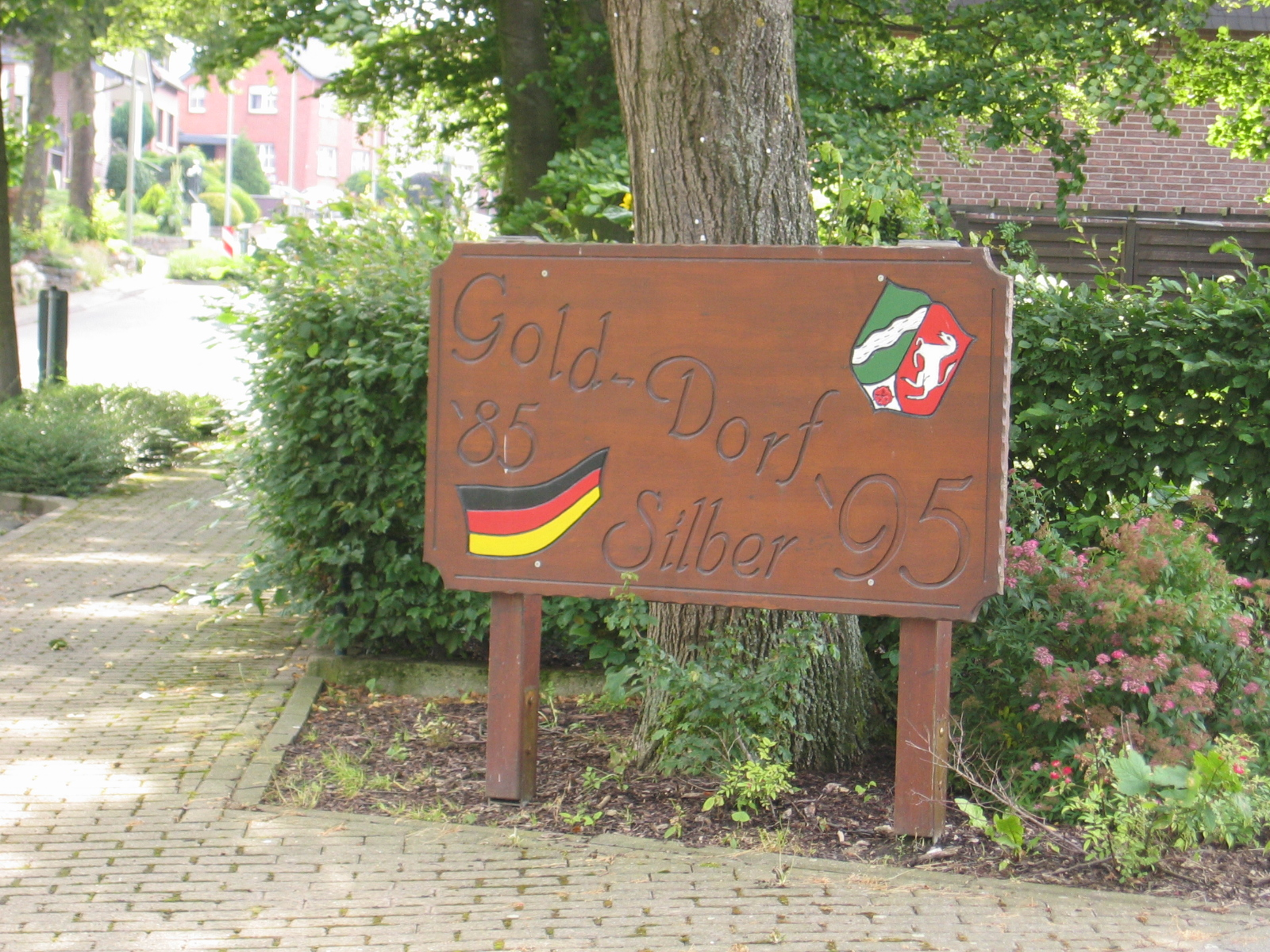
Ortseingang Beeck

- Beeck ist ein mehrfach ausgezeichnetes Dorf im Rahmen des Bundeswettbewerbes „Unser Dorf soll schöner werden“. Der Ort wurde mit Silber- und Goldplakette ausgezeichnet.

- Freiwillige Feuerwehr: Zuständig sind die Löscheinheiten Würm und Prummern; die Löschgruppe Beeck wurde 2016/17 aufgelöst, da das Löschfahrzeug LF16TS wegen technischer Mängel vom Bund als Katastropehnschutzfahrzeug ausser Betrieb genommen wurde und den Freiwilligen durch die Stadt kein Ersatzfahrzeug zur Verfügung gestellt wurde. Daher löste sich diese Einheit nach über 80 Jahren des Bestehens auf.

## Belege
1. ↑  Geilenkirchen überschreitet „magische“ Einwohnerzahl von 30000. In: geilenkirchen-lokal.de. Volker Kirschbaum, 13. Oktober 2022, abgerufen am 30. Juli 2023.
2. ↑  Suchwort:Beck (Memento des Originals vom 5. Oktober 2013 im Internet Archive)  Info: Der Archivlink wurde automatisch eingesetzt und noch nicht geprüft. Bitte prüfe Original- und Archivlink gemäß Anleitung und entferne dann diesen Hinweis.
3. ↑  Statistisches Bundesamt (Hrsg.): Historisches Gemeindeverzeichnis für die Bundesrepublik Deutschland. Namens-, Grenz- und Schlüsselnummernänderungen bei Gemeinden, Kreisen und Regierungsbezirken vom 27.5.1970 bis 31.12.1982. W. Kohlhammer, Stuttgart / Mainz 1983, ISBN 3-17-003263-1, S. 310 (Statistische Bibliothek des Bundes und der Länder [PDF; 41,1 MB]).
4. ↑  Hauptsatzung (Memento des Originals vom 23. März 2019 im Internet Archive)  Info: Der Archivlink wurde automatisch eingesetzt und noch nicht geprüft. Bitte prüfe Original- und Archivlink gemäß Anleitung und entferne dann diesen Hinweis.
5. ↑  Ortsvorsteher von Beeck, Stadt Geilenkirchen, abgerufen am 25. August 2023
6. ↑  Karte Multibusbetrieb im Kreis Heinsberg